# Ramon de Bolòs i Saderra
Ramon de Bolòs i Saderra (Olot, 31 d'agost de 1852 - Olot, 2 de febrer de 1914) fou un farmacèutic, naturalista i botànic català.

## Trajectòria
Fill de Josep Oriol Bolòs i Santaló (1809-1889), net d'Francesc Xavier de Bolòs i Germà (1773-1844), pare d'Antoni de Bolòs Vayreda i avi d'Oriol de Bolòs i Capdevila, Ramon de Bolòs i Saderra fou una baula més en la tradició familiar de dedicació a la farmàcia i a la botànica. Va estudiar la carrera de Farmàcia a la Universitat de Barcelona, i va tornar a obrir una oficina familiar a Olot. També va fundar una botiga d'herboristeria, l'"Herboristeria Pirenaica", per proveir, no solament els clients particulars i ocasionals, sinó també d'altres farmàcies.
Més enllà de l'exercici professional, Ramon de Bolòs va tenir una curiositat més teòrica i taxonòmica per les plantes i dedicant-se també als estudis de botànica. Fou membre de la Societat Botànica Barcelonesa, fundada el 1872 i dedicada a l'intercanvi de plantes, on es reunien deixebles del professor de botànica Antoni Cebrià Costa i Cuxart, com el mateix Bolòs. Així, Ramon de Bolòs, a més de publicar alguns treballs científics de tema botànic, va reunir un notable herbari i, seguint d'alguna manera la petja del seu avi, l'il·lustrat Francesc Xavier de Bolòs i Germà, i dels seus interessos científics, també va aplegar col·leccions de pedres volcàniques, de mol·luscs i de fòssils. Ramon de Bolòs, a més, va publicar obres de divulgació, com un útil Itinerario o guía de la villa de Olot y su comarca del 1895. Es va casar amb Assumpció Vayreda i Vila, que pertanyia a una família olotina que també va tenir un paper destacat en la cultura catalana de les darreres dècades del XIX i les primeres del XX. Assumpció era germana de Joaquim, Estanislau i Marià Vayreda i Vila, tres noms rellevants en aspectes diversos del món artístic i cultural del seu temps, el primer d'ells, també botànic i naturalista.
D'acord amb el seu temps, Ramon de Bolòs va experimentar la influència de la Renaixença i aviat es va decidir a escriure en català, tal com consta en una carta que va trametre a Estanislau Vayreda el 1873,
que ha estat publicada a la revista Muntanya, del Centre Excursionista de Catalunya, el 1998.
De familia carlina (el seu germà Joaquim destacà en el moviment), va participar en la Tercera Guerra Carlina com a ajudant de sanitat militar i va col·laborar en els hospitals de sang de Besora, Monsolí, Camprodon i Sant Aniol de Finestres. Després fou membre i forma part de la junta directiva del Centre Catalanista d'Olot i sa comarca. Ramon de Bolòs també va publicar alguna petita nota científica en el Butlletí de la Institució Catalana d'Història Natural.

## L'Herbari Ramon de Bolòs
L'herbari de Ramon de Bolòs inclou recol·leccions del seu pare Josep Oriol Bolòs Santaló i fins i tot del seu avi Francesc Xavier de Bolòs. La col·lecció va ser ordenada i augmentada pel seu fill Antoni de Bolòs Vayreda, qui la va donar a l'Institut Botànic de Barcelona (IBB). Està formada per uns 6000 plecs principalment recol·lectats a les comarques gironines de la Garrotxa i el Ripollès, i encara que no s'ha informatitzat, va ser revisada parcialment el 2003 per Pere Montserrat i Recoder.